# Kennet (rivière de Nouvelle-Zélande)
Pour les articles homonymes, voir Kennet.
La rivière  Kennet  (anglais : Kennet River) est une rivière du nord-est de l’Île du Sud de la Nouvelle-Zélande, dans le district de Marlborough, dans la région de Marlborough et un affluent du fleuve Awatere. 

## Géographie
Elle s’écoule sur 12 km vers le nord-ouest, au sud de ”Molesworth Station” pour rejoindre la partie supérieure du cours du fleuve Awatere.